# Robbe Quirynen
Robbe Quirynen (3 de noviembre de 2001) es un futbolista belga que juega de defensa en el K. F. C. Dessel Sport de la División Nacional 1 de Bélgica.

## Trayectoria
Quirynen comenzó su carrera deportiva en el Royal Antwerp, con el que debutó como profesional el 4 de agosto de 2019 frente al Waasland-Beveren.
Para la temporada 2020-21 se marchó cedido al RE Mouscron.

## Selección nacional
Quirynen fue internacional sub-18 y sub-19 con la selección de fútbol de Bélgica.

## Clubes
| Club                  | País    | Año       |
| --------------------- | ------- | --------- |
| Royal Antwerp F. C.   | Bélgica | 2019-2022 |
| RE Mouscron (cedido)  | Bélgica | 2020-2021 |
| KMSK Deinze           | Bélgica | 2022      |
| K Beerschot VA        | Bélgica | 2022-2024 |
| K. F. C. Dessel Sport | Bélgica | 2024-     |